# Sacrario militare del monte Grappa

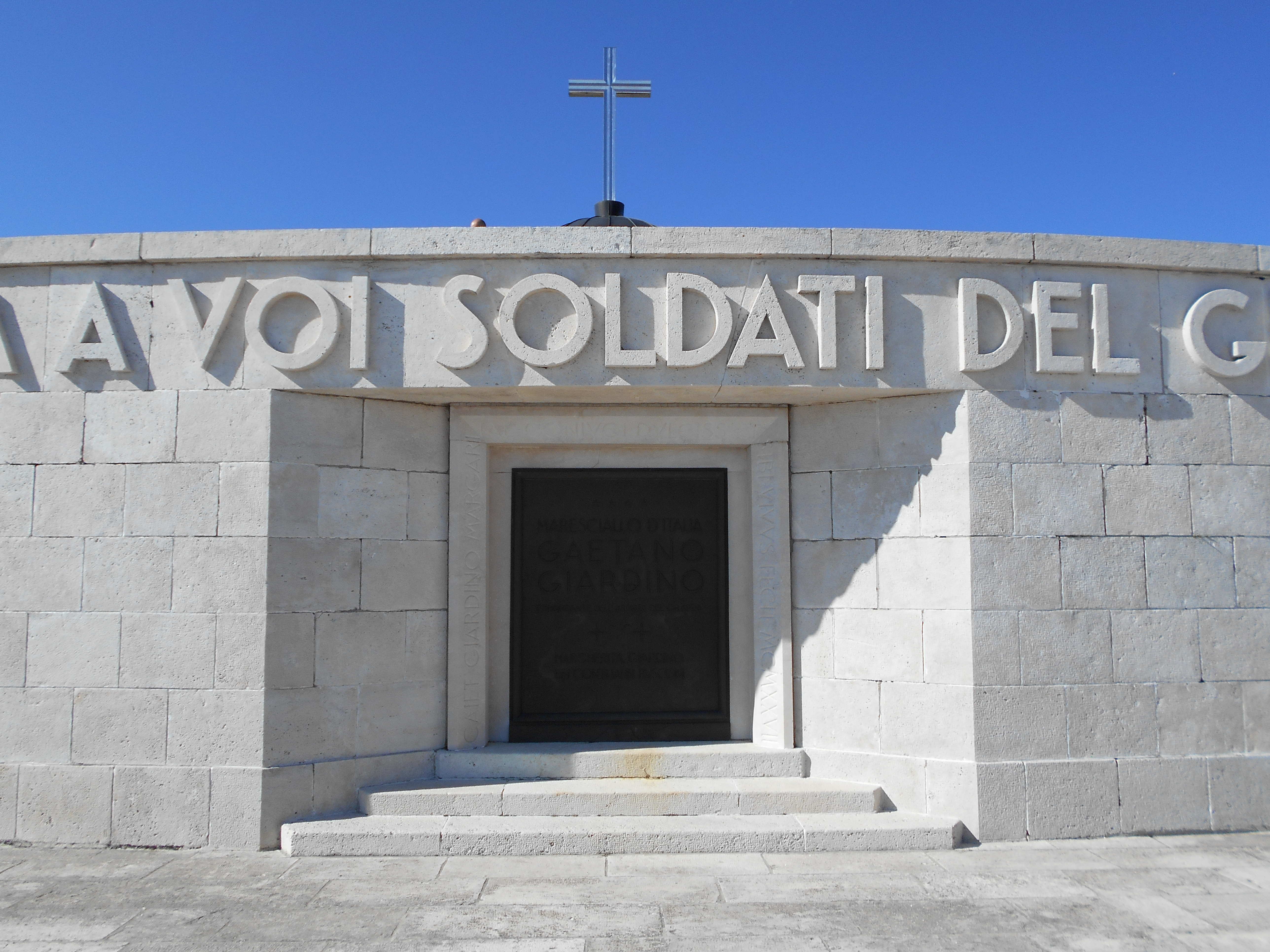
Lapide a Gaetano Giardino, comandante dell'Armata del Grappa, al centro del sacrario militare del monte Grappa

Il sacrario militare del monte Grappa è uno dei principali ossari militari della prima guerra mondiale; si trova sulla vetta del monte Grappa, tra le province di Treviso e di Vicenza, a 1 776 metri di quota.

## Storia
Una volta conclusa la Grande guerra, sul massiccio del Grappa rimanevano molti cimiteri militari dislocati in diversi punti della montagna. Perciò, si pensò di costruire un unico cimitero monumentale sotto la vetta del monte, ma, terminati i lavori, a seguito di problemi di umidità delle gallerie appena realizzate, si decise di costruire l'attuale sacrario militare.
Progettato dallo stesso architetto che aveva ideato il sacrario militare di Redipuglia, Giovanni Greppi, e dallo scultore Giannino Castiglioni, la costruzione del sacrario cominciò nel 1932, mentre l'inaugurazione avvenne il 22 settembre 1935. Il sacrario è costituito da una serie di gradoni semicircolari che si sviluppano sul pendio che dalla strada conduce alla cima del sacrario. Ciò consente di sfruttare al meglio la pendenza del terreno, limitando le difficoltà di costruzione e, in definitiva, i costi di realizzazione. L'elemento caratterizzante del sacrario è il motivo a colombario utilizzato per i loculi destinati ad ospitare le salme dei soldati caduti. Il modello a colombario, unitamente all'uso della pietra viva e del bronzo per le chiusure dei loculi, vuole richiamare la classicità romana, fortemente amata dalla committenza fascista.

## Caduti

I quattro ossari nello stemma della provincia di Vicenza: l'ossario del Pasubio, l'ossario del monte Cimone, il sacrario militare di Asiago ed il sacrario militare del monte Grappa.

Il sacrario contiene i resti di 22 910 soldati ed è così disposto:
- settore nord, ossario austroungarico con 10 295 caduti, di cui 295 identificati;
- settore sud, ossario italiano con 12 615 caduti, di cui 2 283 identificati;
- sul lato della Via Eroica sono tumulati 53 caduti, rinvenuti dopo la costruzione del Sacrario;
- tra i due ossari, c'è la cosiddetta Via Eroica, lunga 300 metri, con a lato i 14 grandi cippi recanti i nomi delle cime teatro di guerra;
- all'inizio della Via Eroica, a nord, c'è il portale Roma: progettato e costruito dall'architetto Alessandro Limongelli e offerto da Roma, sul portale è scolpito: "Monte Grappa tu sei la mia patria", il primo verso della Canzone del Grappa;
- al centro dell'ossario italiano c'è il sacello della Madonna del Grappa, la Vergine Ausiliatrice posta sulla vetta il 4 agosto 1901 dal patriarca di Venezia Giuseppe Sarto (poi papa Pio X), a simbolo della fede cristiana nel Veneto. Durante la prima guerra mondiale, la Madonna del Grappa divenne simbolo della Patria e della protezione divina, al punto che, una volta riparata dall'esplosione di una granata, prima di esser riposta nel sacello (4 agosto 1921) fece il giro dell'Italia su un vagone ferroviario al cui passaggio tutti lanciavano fiori, pregavano, piangevano, si inginocchiavano.

Nel sacrario c'è una tomba importante per la storia del Grappa, ovvero quella del maresciallo d'Italia, generale Gaetano Giardino, che qui comandò l'armata del Grappa, portandola alla vittoria finale.
Tra le tante sepolture, colpisce in particolare la tomba n. 107 (settore austro-ungarico) del soldato Peter Pan e anche quella del soldato italiano Zicchi Antonio, perché inizialmente era stato catalogato come Ficchi Antonio.

## Vie d'accesso
Per arrivare al sacrario militare, si percorre la strada Cadorna, costruita appositamente su ordine del generale Luigi Cadorna per dare supporto logistico alle linee difensive (venne ultimata il 7 ottobre 1917).